# 泰國公共衛生部
泰國公共衛生部（縮寫）是泰國政府負責公共健康監督的職能部門。自2011年8月9日起，該部的部長便由Witthaya Buranasiri擔任。

## 预算
公共衛生部在2019年财政预算中分配得1353.89亿泰铢。

## 內局
- 醫療局
- 疾病管制局
- 泰式醫療，代替醫療開發局
- 醫療科學局
- 精神衛生局
- 食品藥物管理局
- 保健局

## 特別機構
- 國家緊急醫療機構

## 歷史[2]
由拉瑪五世於1888年12月25日作為醫療局創立、王弟丹龍·臘賈努巴親王任部長。
1905年解散護理部，大部分被轉至健康計畫部或內政部。
1914年藥局成立，提供醫護及藥物，後更名為健康中心。
1916年內政部更動，並更為公共環境保護署。
1918年醫制改革，升格為行政部門。
1926年進行重組，分為13個部門，分別管理。
1942年3月10日再重組。
11月27日為泰國公共衛生紀念日。